# Firmina di Amelia
Firmina di Amelia (o Fermina; III secolo – Amelia, 304 circa) subì il martirio sotto Diocleziano.

## Agiografia
Le notizie che abbiamo provengono dalla sua passio, che è un testo non anteriore al VI secolo.
Apparteneva a una famiglia d'alto rango. Il padre, Calpurnio, era prefetto dell'Urbe (praefectus Urbis). Nonostante potesse vivere in modo agiato, decise di lasciare la famiglia per ritirarsi in preghiera nei pressi della città di Amelia. Per amore della fede cristiana subì il martirio durante il dominio di Diocleziano.
Le si attribuiscono numerosi miracoli, uno dei quali avvenne durante la navigazione verso Civitavecchia (allora Centumcellae): una violenta tempesta che infuriava in mare sulle imbarcazioni venne placata dall'intervento miracoloso della vergine Fermina. La santa sostò per un periodo in una grotta del porto, sulla quale è stato successivamente costruito il Forte Michelangelo.

## Culto
Santa Fermina è celebrata il 24 novembre di ogni anno ad Amelia (Terni) e il 28 aprile a Civitavecchia (Roma), in quanto patrona delle due città. Ad Amelia è festeggiata con un solenne pontificale presso la cattedrale a lei dedicata, durante il quale avviene la cerimonia dell'offerta dei ceri da parte dei sindaci di tutto il mandamento amerino (Penna in Teverina, Giove, Alviano, Attigliano, Lugnano in Teverina e Guardea), nonché con un suggestivo corteo storico che fa riferimento agli antichi statuti del comune di Amelia del 1346.
Anche a Civitavecchia si festeggia con un solenne pontificale con la cerimonia dell'accensione del cero offerto dalla città di Amelia, e con un suggestivo corteo storico con costumi di entrambe le città. A seguire la statua della santa viene portata su un rimorchiatore all'interno del porto, dove si celebra la benedizione in mare con il ricordo dell'antico miracolo della santa, tra il suono delle sirene delle navi, dei pescherecci e delle numerose imbarcazioni che seguono il corteo in festa.